# الکسی پونیکاروفسکی
الکسی پونیکاروفسکی (اوکراینی: Олексій Володимирович Понікаровський؛ زادهٔ ۹ آوریل ۱۹۸۰) بازیکن هاکی روی یخ اهل اوکراین است. او همچنین از بازیکنان هاکی روی یخ در المپیک زمستانی ۲۰۰۲ بوده است.
از باشگاه‌هایی که در آن بازی کرده‌است می‌توان به کارولینا هوریکانز اشاره کرد.